# 호박색 망원경
황금나침반 3: 호박색 망원경(영어: The Amber Spyglass)은 필립 풀먼의 2000년 소설로, 《황금나침반 시리즈》의 제3편이다.
2000년에 출판되어 2001년에는 최초의 아동 소설인 화이트브레드(Whitbread) 올해의 책상을 수상했다. 2001년 브리티시 북 어워즈(British Book Awards)에서 올해의 어린이 책으로 선정되었으며 부커상 후보에 오른 최초의 어린이 책이었다.